# Esoki
Esoki (ou Esoki Bima) est une localité du Cameroun, située dans l'arrondissement de Mundemba, le département du Ndian et la Région du Sud-Ouest.
Comme pour d'autres localités de la région (comme Lipenja), la grande quantité de forêts attire les compagnies investissant dans l'huile de palme.

## Population
La localité comptait 127 habitants en 1953, 240 en 1968-1969, 196 en 1972, principalement des Bima du groupe Oroko.
Lors du recensement national de 2005, Esoki comptait 170 habitants.